# Tysklands damlandslag i handboll

Deutscher Handballbunds logotyp.

Tysklands (1949–1990 Västtysklands) damlandslag i handboll representerar Förbundsrepubliken Tyskland (1949–1990 kallat Västtyskland) i handboll på damsidan. Laget förlorade utomhus i Prag den 7 september 1930 med 4–5 mot Österrike i vad som var handbollens första damlandskamp.

## Världsmästerskap
Tyskland har vunnit dam-VM en gång i historien, nämligen vid Världsmästerskapet i handboll för damer 1993 i Norge då man vann finalen mot Danmark med 22–21. Det tyska laget bestod till största delen av damer födda och uppväxta i Östtyskland som spelade för det förenade Tyskland vid VM 1993.  
Tyskland har dessutom tre brons från världsmästerskapen. Det första kom tidigt vid tredje världsmästerskapet 1965 som spelades i Västtyskland. 1965 vann Tyskland bronsmatchen mot Tjeckoslovakien med 11 mot 10. Sen dröjde det 32 år till 1997 innan man tog nästa VM-brons. Det var fyra år efter VM-titeln 1993 och Tyskland hade fortsatt ett starkt lag. Tio år efteråt 2007 vann laget ännu en bronsmedalj nu med Grit Jurack. Nadine Krause och Clara Woltering som stjärnor i laget.  

### Truppen vid VM 1965
Monika Eichenauer,  Waltraud Kühl (Holland), Gisela Meeser, Christa Warns (Hoffmann), Lydia Bauer, Christa Milter, Sigrid Müller, Christa Harrach (Deparade), Doris Holdorf (Von Jutrzenka), Hannelore Rech, Gerda Reitwießner, Elke Heuer, Waltraud Jakob, Irene Herchenbach, Gisela Greshake. Alternativa namn inom parentes.

### Truppen vid VM 1993
Bianca Urbanke (7 matcher/37 mål), Heike Axmann (7/21), Andrea Bölk (7/18), Birgit Wagner (6/14), Sybille Gruner (7/14), Renata Zienkiewicz, (7/13), Carola Ciszewski (5/11), Michaela Erler (7/10), Gabriele Palme (5/8), Cordula David (3/6), Franziska Heinz (2/3), Heike Murrweiss (3/3), Karen Heinrich (3/3), Michaela Schanze (1/0), Sabine Bothe (6/0) och Eike Bram (7/0).

### Truppen vid VM 1997
Michaela Schanze, Emilia Luca, Manuela Fiedel, Anna Osiakowska, Sandra Polchow, Christine Lindemann, Miroslava Ritskiavitchius, Grit Jurack, Anika Schafferus, Silvia Schmitt, Michaela Erler, Kathrin Blacha, Franziska Heinz, Yvonne Karrasch, Heike Horstmann, Agnieszka Tobiasz

### Truppen vid VM 2007
Sabine Englert, Nadine Härdter, Ulrike Stange, Grit Jurack, Ania Rösler, Nina Wörz, Anne Müller, Nora Reiche, Anna Loerper, Mandy Hering, Nadine Krause, Kathrin Blacha, Susann Müller, Clara Woltering, Maike Brückmann, Maren Baumbach, Stefanie Melbeck

## Olympiska spel
Vid olympiska spel har man aldrig tagit medalj men har två fjärdeplatser från 1984 i Los Angeles då OS bojkottades av öststaterna och 1992 i Barcelona, efter återföreningen med Östtyskland.

### Truppen vid OS i Los Angeles 1984
- Maike Becker, Elke Blumauer, Sabine Erbs, Astrid Seiffert, Kerstin Jönßon, Sabrina Koschella, Corinna Kunze , Roswitha Mroczynski, Petra Platen, Vanadis Putzke, Silvia Schmitt, Dagmar Stelberg, Claudia Sturm.

### Truppen vid OS i Barcelona 1992
- Andrea Bölk, Andrea Stolletz. Anja Krüger. Bianca Urbanke, Birgit Wagner, Carola Ciszewski, Eike Bram, Elena Leonte, Gabriele Palme, Kerstin Mühlner, Michaela Erler, Rita Forst, Sabine Adamik, Silke Gnad (Fittinger),  Silvia Schmitt, Sybille Gruner

## Europamästerskap
Vid EM har man bara vunnit en medalj, ett silver vid Europamästerskapet i handboll för damer 1994. 

### Truppen vid EM 1994
Bianca Urbanke (7 matcher/ 45 mål), Andrea Bölk (7/21), Silke Fittinger (7/19), Renata Zienkiewicz (5/15), Michaela Erler (7/15), Sybille Gruner (6/9), Birgit Wagner (5/9), Kerstin Knüpfer (5/6), Carola Ciszewski (5/6), Csilla Elekes (7/4), Franziska Heinz (4/2), Heike Murrweiss (4/1), Eike Bram (5/0), Renate Zschau (4/0) und Sabine Picken-Adamik (5/0) aufgestellt.
| - 1957 i Jugoslavien: 4:a - 1962 i Rumänien: 8:a - 1965 i Västtyskland: Brons - 1971 i Nederländerna: 5:a - 1973 i Jugoslavien: 11:a - 1975 i Sovjetunionen: Ej kvalificerade - 1978 i Tjeckoslovakien: 8:a - 1982 i Ungern: 9:a - 1986 i Nederländerna: 7:a - 1990 i Sydkorea: 4:a - 1993 i Norge: Guld - 1995 i Österrike och Ungern: 5:a - 1997 i Tyskland: Brons - 1999 i Norge och Danmark: 7:a - 2001 i Italien: Ej kvalificerade - 2003 i Kroatien: 12:a - 2005 i Ryssland: 6:a - 2007 i Frankrike: Brons - 2009 i Kina: 7:a - 2011 i Brasilien: 17:e - 2013 i Serbien: 7:a - 2015 i Danmark: 13:e - 2017 i Tyskland: 12:e - 2019 i Japan: 8:a - 2021 i Spanien: 7:a - 2023 i Danmark, Norge & Sverige: 6:a | - 1994 i Tyskland: Silver - 1996 i Danmark: 4:a - 1998 i Nederländerna: 6:a - 2000 i Rumänien: 9:a - 2002 i Danmark: 11:a - 2004 i Ungern: 5:a - 2006 i Sverige: 4:a - 2008 i Makedonien: 4:a - 2010 i Danmark och Norge: 13:e - 2012 i Serbien: 8:a - 2014 i Kroatien och Ungern: 10:a - 2016 i Sverige: 6:a - 2018 i Frankrike: 10:a - 2020 i Danmark: 7:a - 2022 i Montenegro, Nordmakedonien & Slovenien: 7:a - 2024 i Ungern, Schweiz & Österrike: 7:a | - 1976 i Montreal: Ej kvalificerade - 1980 i Moskva: Ej kvalificerade - 1984 i Los Angeles: 4:a - 1988 i Seoul: Ej kvalificerade - 1992 i Barcelona: 4:a - 1996 i Atlanta: 6:a - 2000 i Sydney: Ej kvalificerade - 2004 i Aten: Ej kvalificerade - 2008 i Peking: 11:a - 2012 i London: Ej kvalificerade - 2016 i Rio de Janeiro: Ej kvalificerade - 2020 i Tokyo: Ej kvalificerade - 2024 i Paris: 8:a |

## Landslagsspelare med flest landskamper[2]
| Nr | Spelare             | Matcher | Mål  | Rangordning antal mål |
| -- | ------------------- | ------- | ---- | --------------------- |
| 1  | Grit Jurack         | 306     | 1581 | 1                     |
| 2  | Michaela Erler      | 285     | 690  | 6                     |
| 3  | Anna Loerper        | 246     | 418  | 10                    |
| 4  | Silvia Schmitt      | 245     | 751  | 4                     |
| 5  | Anja Althaus        | 243     | 527  | 7                     |
| 6  | Stefanie Melbeck    | 223     | 483  | 8                     |
| 7  | Clara Woltering     | 222     | 1    |                       |
| 8  | Kathrin Blacha      | 222     | 436  | 9                     |
| 9  | Dagmar Stelberg     | 219     | 832  | 2                     |
| 10 | Petra Platen        | 208     | 355  | 16                    |
| 11 | Bianca Urbanke      | 207     | 775  | 3                     |
| 12 | Sabine Englert      | 206     | 2    |                       |
| 13 | Andrea Bölk         | 201     | 361  | 15                    |
| 14 | Nina Wörz           | 197     | 411  | 12                    |
| 15 | Nadine Krause       | 188     | 741  | 5                     |
| 16 | Franziska Heinz     | 187     | 374  | 13                    |
| 17 | Astrid Seiffert     | 186     | 1    |                       |
| 18 | Anne Müller         | 171     | 226  |                       |
| 19 | Heike Horstmann     | 168     | 372  | 14                    |
| 20 | Nadine Härdter      | 161     | 255  |                       |
| 21 | Cordula David       | 156     | 414  | 11                    |
| 22 | Eike Bram           | 151     | 1    |                       |
| 23 | Carola Ciszewski    | 149     | 303  |                       |
| 24 | Christine Lindemann | 147     | -    |                       |
| 25 | Sabrina Richter     | 147     | 347  | 17                    |